# سمر بن كعلاب
سمر بن كعلاب هي لاعبة بارالمبية تونسية وُلدت في 15 نوفمبر 1995، وشاركت في سباقات المضمار والميدان حيث تنافس عادةً في الفئة F41 من رياضة ألعاب القوى في منافسات رمي الجلة ورمي القرص.

## المشاركات والميداليات
شاركت سمر بن كعلاب في دورة الألعاب البارالمبية الصيفية 2016 التي أقيمت في مدينة ريو دي جانيرو في البرازيل، وحصلت فيها على الميدالية الفضية في منافسات رمي الجلة للسيدات في الفئة F41، بعدما حقّقت في اليوم الأوّل لانطلاق البطولة رمية لمسافة 8.36 متر (27.4 قدم) لتحتلّ المركز الثاني بعد مواطنتها التونسية روعة التليلي التي حقّقت رمية لمسافة 10.19 متر (33.4 قدم)، كما شاركت سمر بن كعلاب أيضًا في منافسات رمي القرص للسيدات في الفئة إف 41 في نفس البطولة، ولكنها خرجت من التصنيف على حين فازت مواطنتها التونسية روعة التليلي بميدالية ذهبية ثانية، وأحرزت مواطنتها التونسية فتحية عمايمية الميدالية البرونزية بينما حصلت العداءة الأيرلندية نيامه مكارثي على الميدالية الفضية. وفي العام التالي، شاركت سمر بن كعلاب في بطولة العالم لألعاب القوى لذوي الاحتياجات الخاصة لعام 2017 التي أقيمت في لندن في المملكة المتحدة، وتمكنت فيها من إحراز ميداليتين برونزيتين في منافسات رمي الجلة ورمي القرص للسيدات. وفي نفس العام، شاركت سمر بن كعلاب في ملتقى تونس الدولي لألعاب القوى لذوي الاحتياجات الخاصة، وتمكنت من الحصول على الميدالية الفضية في الفئة إف 41 في منافسات رمي القرص للسيدات خلال اليوم الأول من انطلاق البطولة بعدما تمكنت من رمي القرص لمسافة 8.59 مترًا (28.2 قدمًا)، لتحتل المركز الثاني مرة أخرى بعد روعة التليلي صاحبة المركز الأول التي نجحت في رمي القرص لمسافة 9.7 مترًا (32 قدمًا).
وفي عام 2023، شاركت سمر بن كعلاب في ملتقى مراكش الدولي الجائزة الكبرى لألعاب القوى، واحتلت المركز السادس في منافسات رمي القرص بعدما نفذت رمية لمسافة 25,72 متر.